# HTM Personenvervoer

Logo HTMbuzz

Die HTM Personenvervoer NV (HTM) (früher auch: Haagsche Tramweg Maatschappij) ist ein niederländisches Verkehrsunternehmen und Betreiber des Straßenbahn- und indirekt des Stadtbus-Netzes im Bereich Den Haag (Haaglanden).
Das Unternehmen wurde am 1. Mai 1887 gegründet.
Heute bedient das Unternehmen die acht Straßenbahnlinien sowie vier der fünf RandstadRail-Linien.
Im September 2012 wurde bekannt, dass Nederlandse Spoorwegen 49 % der Anteile an HTM übernehmen wolle. Die Gemeinde Den Haag, damals einziger Gesellschafter, stimmte dem trotz Kritik aus den eigenen Reihen zu.  Am 6. Juli 2016 wurde bekannt, dass die Gemeinde Den Haag die HTM-Anteile von Nederlandse Spoorwegen zurückkaufen wolle, um den öffentlichen Nahverkehr zu verbessern.
Seit dem 7. Dezember 2016 befinden sich die Anteile der HTM wieder in den Händen der Gemeinde Den Haag und der Verkehrsverbund MRDH hält einen Anteil mit Sonderrechten.
An diesem Tag hat HTM auch die Bahnkonzession für den öffentlichen Personennahverkehr in der Region Den Haag für den Zeitraum 2016 bis 2026 erhalten. Diese wurde später bis 2031 verlängert. Am 17. Mai 2017 gab die Metropolregion Rotterdam Den Haag das Ergebnis der Ausschreibung des Busverkehrs in der Region Den Haag bekannt – HTM erhielt den Zuschlag. Die Buskonzession ist offiziell am 8. Dezember 2019 in Kraft getreten und gilt für den Zeitraum 2019–2034.
HTMbuzz BV, kurz HTMbuzz genannt, war ein eigenständiger Teil von HTM mit Sitz in Den Haag, das vom 9. Dezember 2012 an den Busverkehr in Den Haag von HTM Personenvervoer übernahm. Zum 9. Dezember 2018 wurde bekannt gegeben, dass HTMbuzz in HTM integriert wird, sodass der Busverkehr wieder als HTM Personenvervoer bezeichnet wird, da auf den elektrischen VDL-Bussen (die 2019 in die Flotte genommen wurden) nur HTM erwähnt wird. Am 15. Dezember 2019 verschwand der Name HTMbuzz vollständig.
2001 wurde der Nahverkehrsdienstleister von Dordrecht übernommen (Stadsvervoer Dordrecht).
Außerhalb der Region bietet HTM Specials den privaten Busverkehr am Flughafen Amsterdam Schiphol für Fluggäste zwischen den Parkplätzen und den Terminals sowie zur Unterstützung des Vorfelddienstes an. Dieser Vertrag lief 2020 aus, danach wurde der Transport auf Arriva Personenvervoer Nederland übertragen, welches seit 2010 ein Tochterunternehmen der Deutschen Bahn ist.

## Straßenbahn
- siehe Hauptartikel: Straßenbahn Den Haag

Eine Bahn wurde zu einem mietbaren Restaurantzug umfunktioniert.

## RandstadRail
RandstadRail ist ein städteübergreifendes Stadtbahnnetz, welches ehemalige Eisenbahnstrecken, U-Bahnlinien und Straßenbahn verbindet. Die Linien 2, 3, 4 und 19 werden durch die HTM betrieben, die U-Bahn-Linie E jedoch von der Rotterdamer RET.